# Lecanorales
Die Lecanorales sind eine Ordnung der Schlauchpilze (Ascomycota) und enthalten sehr viele flechtenbildende Arten.

## Merkmale
Der Thallus ist sehr vielgestaltig. Die Apothecien sind rund bis schüsselförmig. Die Arten, die in einer Flechtensymbiose leben, bilden Apothecien, in denen die besonders gebauten Asci zwischen Paraphysen mit kopfig verdickten Enden stehen. Die Asci sind keulenförmig, dickwandig, teilweise mehrschichtig. Sie besitzen außerdem einen Scheitelwulst um die porenförmige Öffnung.
Die Pflanzensymbionten (Photobionten) der flechtenbildenden Arten sind Grünalgen (z. B. Trebouxia, Coccomyxa) und Cyanobakterien (Nostoc).

## Systematik
Zu den Lecanorales zählen folgende Familien mit ausgewählten Gattungen und Arten (Stand 2022):
- Biatorellaceae mit einziger Gattung
  - Biatorella
- Bruceomycetaceae mit zwei Gattungen
- Catillariaceae mit fünf Gattungen, z. B.
  - Catillaria
- Cladoniaceae mit 22 Gattungen, z. B.
  - Cladonia
  - Lepraria
    - Lepraria incana

  - Squamarina
    - Squamarina gypsacea

  - Stereocaulon
- Gypsoplacaceae mit einziger Gattung
  - Gypsoplaca
- Haematommataceae mit einziger Gattung
  - Haematomma
- Lecanoraceae mit 32 Gattungen, z. B.
  - Lecanora
- Malmideaceae  mit sieben Gattungen
- Megalariaceae mit zwei Gattungen
- Parmeliaceae mit 70 Gattungen, z. B.
  - Alectoria
    - Alectoria ochroleuca

  - Cetraria
  - Evernia
  - Flavoparmelia
    - Caperatflechte (Flavoparmelia caperata)

  - Hypogymnia
    - Blasenflechte (Hypogymnia physodes)

  - Letharia
    - Wolfsflechte (Letharia vulpina)

  - Melanohalea
    - Melanohalea exasperatula

  - Menegazzia
    - Menegazzia terebrata

  - Parmelia
  - Parmelina
    - Parmelina pastillifera
    - Parmelina tiliacea

  - Platismatia
    - Platismatia glauca

  - Pseudevernia
    - Baummoos (Pseudevernia furfuracea)

  - Bartflechten (Usnea)
- Pilocarpaceae mit 31 Gattungen
- Psilolechiaceae mit einziger Gattung
  - Psilolechia
    - Psilolechia lucida
- Psoraceae mit 6 Gattungen
  - Psora
    - Psora decipiens
- Ramalinaceae (syn. Bacidiaceae) mit 40 Gattungen, z. B.
  - Ramalina
    - Ramalina farinacea
    - Ramalina fraxinea
- Ramboldiaceae mit einziger Gattung
  - Ramboldiaceae
- Scoliciosporaceae mit einziger Gattung[2]
  - Scoliciosporum
    - Scoliciosporum chlorococcum
- Sphaerophoraceae mit 6 Gattungen
  - Sphaerophorus globosus

Das sind zum Teil erheblich Unterschiede zur ersten systematischen Aufstellung aller Schlauchpilze von 2006.
Die Caliciaceae und die Physciaceae wurden früher zu den Lecanorales gezählt. Sie wurden dann 2006 zunächst zu den Teloschistales, 2012 aber in die eigene Ordnung Caliciales gestellt. Die Icmadophilaceae (z. B. mit der Rosa Köpfchenflechte (Dibaeis baeomyces)) gehören jetzt (Stand 2022) zu den Pertusariales. Die Lecideaceae bilden nun eine eigene Ordnung die Lecideales. Die Rhizocarpaceae mit (z. B. mit der Landkartenflechte (Rhizocarpon geographicum)) bilden nun die Ordnung Rhizocarpales. Die vorher eigenständige Familie Stereocaulaceae sind nun in die Cladoniaceae integriert.